# Нур, Юсуф Хаджи
Юсуф Хаджи Нур (сомал. Yuusuf Xaaji Nuur, араб. يوسف حاجي نور‎; ум. 23 июня 2019, Турция) — сомалийский политический деятель, адвокат.
1 июля 2001 года он объявил себя временным президентом Пунтленда после окончания президентского срока Абдуллахи Юсуфа Ахмеда. Однако бывший президент отверг заявление Юсуфа Хаджи и настаивал на том, что он является законным президентом, что привело к двухлетней гражданской войне в Пунтленде.
На посту исполняющего обязанности президента Юсуф пробыл до 14 ноября 2001 года. Позже он стал независимым юристом и возглавлял PARA LEGAL — юридическую фирму для людей, которые не могли позволить себе оплачивать судебные разбирательства.
16 апреля 2016 года президент Пунтленда Абдивели Мохамед Али назначил Нура председателем Верховного суда Пунтленда — до этого Нур занимал эту должность при Абдуллахи Юсуфе Ахмеде.
23 июня 2019 года Юсуф Хаджи Нур скончался в Турции. Президент Пунтленда Саид Абдуллахи Дани выразил свои соболезнования близким родственникам и друзьям политика. Также соболезнования в связи с кончиной Нура выразил директор по информации президента Сомали Абдинур Мохамед Ахмед и спикер Палаты представителей Пунтленда Абдихакин Мохамед Ахмед Дхобо Даарид. Юсуф Хаджи Нур был похоронен 28 июня.